# Bocana noctinex
Bocana noctinex là một loài bướm đêm trong họ Noctuidae.